# Agnes Banks
Agnes Banks est un quartier de Sydney (Australie), situé à 68 kilomètres du Sydney central business district dans l'État de la Nouvelle-Galles du Sud. Elle est située dans les zones d'administration locale de la ville de Penrith et la ville de Hawkesbury.
Agnes Banks est reliée à Penrith par la Castlereagh Road qui longe la rivière Nepean entre Richmond et Penrith. Agnes Bank est une bourgade rurale qui a gardé son style traditionnel et une agriculture importante.

## Histoire
La banlieue a été colonisée dès 1804 par Andrew Thompson qui loue ses terres à des fermiers. Le nom de Agnes Banks vient du nom de la mère de Thompson, Agnes. La ville a été connue à un moment comme la 'Petite Richmond'.

## Démographie
Selon le recensement de 2011, la bourgade compte 826 habitants, dont 80,5 % sont nés en Australie.